# CAmethod
Barvy života (někdy též CA method, případně Color Association method) je neověřená psychodiagnostická metoda realizovaná přes internet, kterou vyvinula společnost DAP Services a jejímž autorem je Jiří Šimonek. Podle autorů dokáže metoda objasňovat strukturu i průběh individuálního i skupinového myšlení, cítění, prožívání i seberealizačního chování. Metoda je však zpochybněna některými odborníky a varuje před ní Unie psychologických asociací ČR, která na základě analýzy řady dokumentů v „žádném případě“ metodu nedoporučuje a naopak se s odkazem na vlastní Stanovisko obává, že „používání této metody v praxi může vést k poškození klientů“. K tomuto stanovisku se dnes kloní i ministerstvo školství. Firmě DAP Services byl také Českým klubem skeptiků Sisyfos udělen také Bludný balvan za rok 2013 v kategorii družstev za „iracionální psychodiagnostiku Barvy života“.
Zpochybnění metody je důležité i kvůli tomu, že výzkum, šíření a podpora používání Barev života byly opakovaně podpořeny z veřejných zdrojů. Česká republika prostřednictvím agentury CzechInvest v rámci programu CzechAccelerator schválila 1,2 milionu Kč na rozvoj metody v Izraeli, metoda byla podpořena také Evropskou unií či Visegradským fondem. Skupinovým šetřením Barvami života (Vlastní evaluace školy) navíc prošli v rámci evaluace výuky (zavedené vyhláškou 15/2005 Sb.). studenti a žáci velkého množství škol a jejím použitím se při nálezu během namátkové kontroly dětského domova zabývala Kancelář Veřejného ochránce práv.

## Princip metody podle DAP Services
Podle autorů metody jde o zcela odlišný přístup k diagnostice a intervencím, než jaký je znám z klasického pojetí psychologie či psychiatrie. Uvádějí, že jde o diagnosticko-intervenční systém využívající vlastní techniku BSA (barvově-slovních asociací) a metodu OKAV (objektově-komunikační analýzu vědomí), který pracuje se soubory slov, takzvanými slovními moduly, paletou osmi barev a asociacemi těchto podnětů (slovních, obrazových i zvukových). 
Autoři podle UPA ČR bez dalšího vysvětlení odkazují například na principy čínských a sumerských myslitelů či díla Maxe Plancka či J. W. Goetha a zejména pak Maxe Lüschera, autora tzv. Lüscherova barvového testu.
Společnost DAP Services nabízí klientům na řadě webových portálů různé diagnostické nástroje využívající základy metody k zjišťování rozdílných individuálních i skupinových symptomů a charakteristik: od osobnostního profilu respondentů, přes marketingové analýzy a personalistiku až po šikanu, rizikové jevy ve školách a zdravotní potíže respondentů (potíže pohybového, trávicího, oběhového i dýchacího systému).
Odborným, firmou zaškoleným, následně certifikovaným a pravidelně prověřovaným psychologům je pro podporu intervenční práce u klientů do 18 let věku poskytována hloubková verze testu zcela zdarma.
Skupinovou a individuální diagnostikou prošlo mezi lety 2005 a 2012 přes 350.000 jednotlivců.[zdroj⁠?!]
Podle autorů metody byla 6. září 2012 americkým patentovým úřadem přijata žádost o patentování číslo 13605457. Nyní je stav žádosti „Patent pending“. Existenci patentu zpochybňoval Jan Wagner na serveru Česká škola, a to s odkazem na patentovou databázi a vyjádření pracovnice DAP Services. Dodatečně předložila DAP Services dokument o patentové přihlášce s názvem System and Method for Computerized Market Research Analysis, tedy Systém a metoda pro automatizovanou analýzu průzkumu trhu.

## Kritika metody
Autoři metody se odvolávají na to, že metoda vychází z blíže nespecifikovaných myšlenek Maxe Lüschera a je založena na metodě Lüscherova barvového testu. Ten je sice v České republice stále rozšířený, podle Mojmíra Svobody za to však může jeho rychlost a atraktivita pro klienty.
Lüscherův test osobnosti se opakovaně už od sedmdesátých let ukazuje jako méně validní nejen ve srovnávacích výzkumech s běžnými metodami, ale i sám o sobě (nejednotnost a nízká stabilita interpretace). Samotná percepce barev je na rozdíl od tvrzení autorů metody kulturně i rasově závislá.
Například ve srovnávacím výzkumu oproti MMPI se ukázalo, že Lüscherův barvový test ukazuje nízkou kriteriální validitu a autoři výzkumu doporučili obezřetnost při jeho využívání. Také při ověřování Lüscherova barvového testu osobnosti v Kanadě se ukázaly výsledky diagnostiky pomocí barev jako závislé na kulturním pozadí a dalších situačních proměnných, nikoliv na osobnostních vlastnostech respondentů. Výhrady oproti Lüscherovu barvovému testu osobnosti ukazují také na malou schopnost diagnostické predikce u tohoto testu. Podle průzkumu, kterou mezi 101 členy Americké psychologické asociace provedl John Norcross a kol., jej odborníci považují za pravděpodobně zpochybněnou metodu („probably discredited“). Toto hodnocení však bylo závislé na teoretické orientaci respondentů a sami autoři studie uvádějí, že výběr těchto expertů převážně z řad editorů psychologických časopisů nemusel být reprezentativní a v příštích výzkumech by bylo lepší začlenit více expertů i z praxe.
Další výzkum pak studuje tzv. „zdánlivou validitu“ Lüscherova testu (tedy pouhé zdání, že test měří to, co měřit má). Test podle autorů podléhá Barnumovu efektu: jeho závěry jsou totiž tak obecné, že je nelze jednoznačně vyvrátit ani přijmout.
Přímo proti samotnému testu Barvy života se postavila Unie psychologických asociací ČR. Ta provedla podrobnou analýzu rozsáhlých materiálů dostupných na internetu i dokumentů dodaných speciálně společností DAP Services, které podle autorů metody popisují její reliabilitu a validitu, na jejichž základě pak vydala níže uvedené stanovisko. Její předseda, profesor Pedagogické fakulty UK Stanislav Štech o testu následně prohlásil:
Je to ještě horší, než jsme si mysleli. Aniž byste studovala psychologii, tak po přečtení jejich materiálů byste sama přišla na to, že je to celé špatně. Nechápu, jak to mohlo v tolika pedagogicko-psychologických poradnách najít zastánce.
Stanovisko UPA z 19. listopadu 2012, které doporučuje také ministerstvo školství České republiky, metodě vytýká například:
- „Metoda v žádném z odborných parametrů nesplňuje požadavky na standardní diagnostický nástroj.“
- „Výsledky vyšetření nemohou být díky neadekvátní ‚teorii‘ smysluplně vyhodnoceny.“
- „Mechanické vyhodnocení výsledků v počítači negarantuje smysluplnost interpretací a závěrů.“
- „Metoda nerespektuje individualitu člověka a variabilitu jeho potřeb a může diskriminovat znevýhodněné jedince.“
- „Předložené ‚statistické důkazy‘ představují samoúčelná, iracionální tvrzení, zneužívající laické uživatele, kteří je nemohou ověřit; kvalitu metody však nedokládají.“
- „Díky systematickým chybám může metoda Barvy života vést ke stigmatizaci klientů nebo je může uvést v omyl (např. při vyšetření kolektivu ve třídě nebo při kariérním poradenství).“

Autoři metody argumentují, že stanovisko UPA bylo vydané na základě nepochopení dodaných materiálů a nepodložených tvrzení, a odkazují zpět na své vlastní materiály potvrzující validitu metody.
Dále a podrobněji upozorňují na podle nich neobvyklou koncentraci odporu vůči své metodě také prostřednictvím webu www.ocotadyjde.cz.
Naopak pracovníci Výskumného ústavu detskej psychológie a patopsychológie na Slovensku mají zájem o ověření validity a standardizaci celé metody: V záujme inovácie palety psychodiagnostických metodík využívaných v praxi zariadení výchovného poradenstva a prevencie má VÚDPaP záujem uskutočniť štandardizáciu, validizáciu metodiky „Barvy života“ na slovenskej populácii v rámci pripravovaného Národného projektu „Komplexný poradenský systém prevencie a ovplyvňovania sociálno-patologických javov v školskom prostredí. Ke konci roku 2018 však nebylo možné dohledat žádný výzkumné výsledky ani validizační studie této metody.
Martin Zvěřina kromě výše uvedených výhrad k validitě a reliabilitě kritizuje také pojetí Barev života jako výdělečného zájmu, když tvrdí: ...lze stěží přehlédnout, že cílem podnikání je vyrazit peníze z důvěřivců a že se solidními diagnostickými metodami firma mnoho společného nemá. Podle něj se psychologové v metodě angažovaní dělí jako v multilevelovém marketingu – zlaté, stříbrné a bronzové partnerství.